# Жирар, Стивен
Этьен или Стивен Жирар (фр. Étienne Girard, англ. Stephen Girard; 20 мая 1750 — 26 декабря 1831) — американский банкир и филантроп французского происхождения. Крупная фигура в истории Филадельфии. В одиночку спас государственные финансы от краха во время войны 1812 года.  

## Ранние годы
Жирар родился в пригороде Бордо. Потеряв правый глаз в 8-летнем возрасте, он не получил систематического образования. С 1764 по 1773 гг. Жирар плавал вместе с отцом, капитаном дальнего плавания, в Вест-Индию и обратно. В 1773 году он стал дипломированным капитаном и в 1774 году  посетил Нью-Йорк, где при поддержке местного купца наладил торговлю между Новым Орлеаном и Порт-о-Пренс. На корабле британского военно-морского флота в мае 1776 года негоциант Жирар оказался в порту Филадельфии, где решил остаться навсегда.

## Семья
В 1776 году Жирар знакомится с коренной жительницей Филадельфии Мэри Люм, которая была на девять лет его моложе. Вскоре после этого они женятся, и Жирар приобретает дом на 211 Милл-стрит в Маунт-Холли, штат Нью-Джерси. Мэри была дочерью судостроителя, который, спустя два года после того как Жирард в 1778 году стал жителем Пенсильвании,  строит для него первый торговый флот под названием «Water Witch». Большинство судов Жирара были названы в честь его любимых французских авторов: «Руссо», «Вольтер», «Гельвеций» и «Монтескьё». К 1785 году Мэри начинает страдать болезнью, сопровождающаяся внезапными вспышки эмоциональных неуправляемых расстройств. Психическое расстройство и приступы ярого гнева привели к тому, что врачи диагностировали у неё неизлечимую психическую нестабильность.
Первоначально Жирар был морально опустошен, но к 1787 году он обзаводится любовницей  Салли Бикхам. В августе 1790 года Жирар вверяет Пенсильванской больнице свою жену как неизлечимую душевнобольную пациентку. После того, как он обустроил с комфортом и роскошью свою жену, она родила мертвого ребёнка, отцом которого был неизвестный. Впоследствии у Жирара были любовницы, но повторно он не женился.

## Жёлтая лихорадка
В 1793 году в Филадельфии произошла вспышка жёлтой лихорадки. Хотя многие хорошо обеспеченные граждане решили покинуть город, Жирар, в свою очередь, решил остаться, чтобы позаботиться и помочь больным и умирающим. Для этого он приложил усилия для преобразования своего особняка в пригороде в больницу и набирал добровольцев для ухаживания за больными. Жирар лично заботился о пациентах. После прекращения вспышки мэрия отметила его поведение как героическое. Заново во время эпидемии жёлтой лихорадки, протекавшей с 1797 по 1798 гг., Жирар взял на себя ответственность в оказании помощи бедным и уходом за больными.

## Банк Жирара

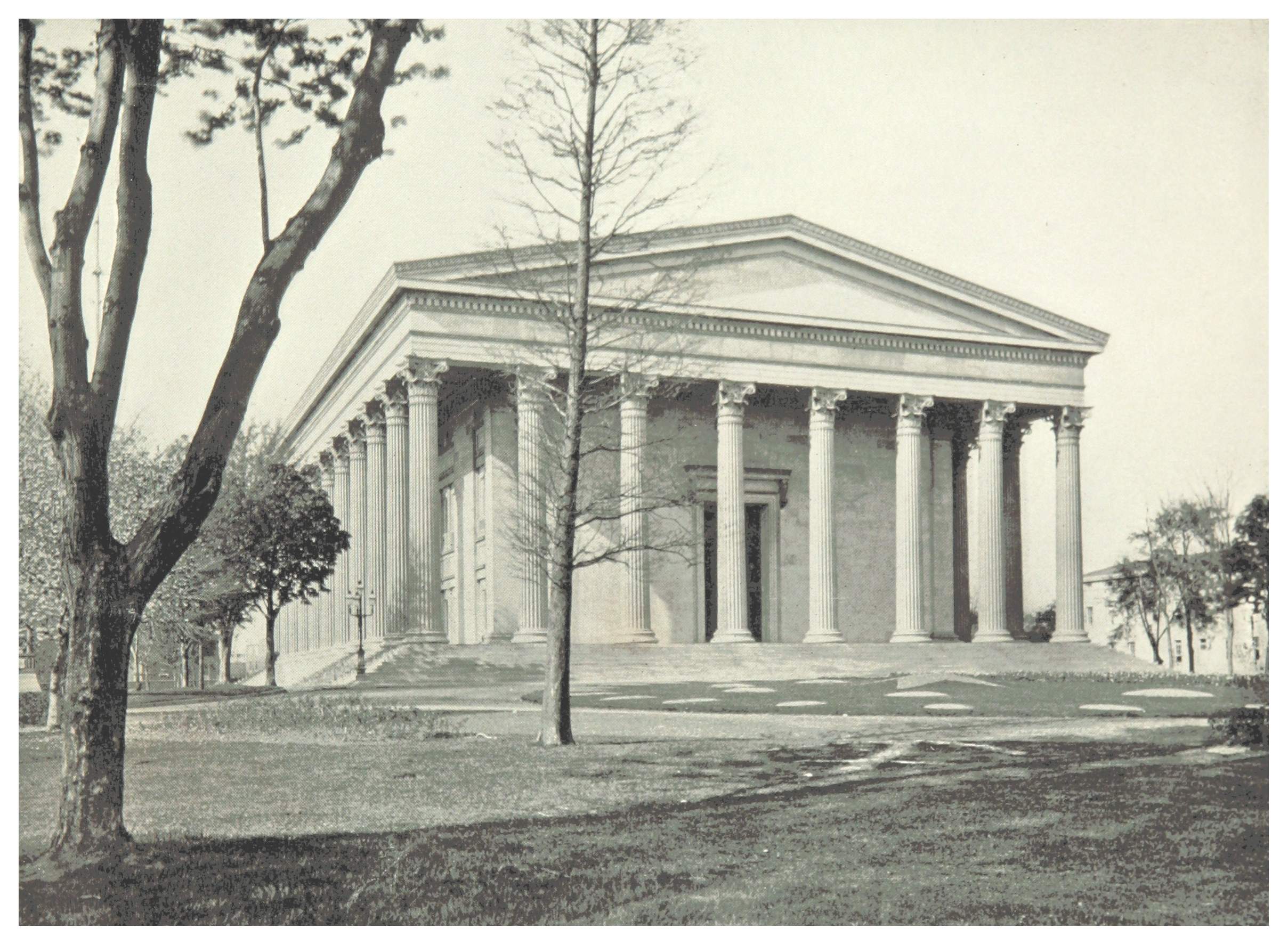
Зал отцов-основателей (1848) в филадельфийском колледже Жирара

В 1811-12 гг. Жирар организовал собственный банк в зданиях, которые опустели после сворачивания деятельности Первого банка Соединённых штатов. Единоличное владение фирмой позволило ему обойти законы, требовавшие правительственного одобрения новых кредитных организаций, основанных на акционерном капитале. Во время войны с англичанами Жирар предоставил неограниченный кредит правительству США, фактически профинансировав военную кампанию. В благодарность за это получил преференции, вошёл в совет директоров и стал крупным акционером Второго банка Соединённых штатов. Банк Жирара (Girard Bank) просуществовал до 1983 года, когда его поглотил Банк Меллона.
Накануне Рождества 1830 г. 80-летний Жирар, в то время самый богатый человек Америки, попал под лошадь. Повозка проехала колесом по его лицу, повредив глаз и на два месяца лишив зрения. Тем не менее он без посторонней помощи вернулся домой и прожил ещё год. Не имея детей, всё своё состояние завещал на благотворительные цели, в особенности на образование детей-сирот в Филадельфии и Новом Орлеане. Через 12 лет был перезахоронен на территории основанного по его завещанию колледжа. Его именем назван проспект в Филадельфии и несколько населённых пунктов.
Согласно некоторым подсчётам, Жирар (по соотношению личного состояния с общим ВВП страны) был одним из четырёх богатейших людей за всю историю США.